# اوفلبن
اوفلبن (به آلمانی: Offleben) یک منطقهٔ مسکونی در آلمان است که در Büddenstedt واقع شده‌است.